# Salvatore Baccaloni
Salvatore Baccaloni, né à Rome le 14 avril 1900 et mort à New York le 31 décembre 1969, un chanteur lyrique italien (basse).

## Biographie
Enfant, Baccaloni participe à la chorale de la chapelle Sixtine. Plus tard, il est élève du baryton Giuseppe Kaschmann. Il débute en 1922, au Teatro Adriano de Rome dans le rôle de Don Bartolo du Barbier de Séville. Il interprète à 25 ans au Teatro Costanzi de Rome Angelotti dans la  Tosca, Don Basilio dans Le Barbier de Séville et Sparafucile dans Rigoletto.
Au Teatro alla Scala de Milan, il chante dans un grand nombre de productions historiques, débutant en 1922 dans Debora e Jaele de Pizzetti et participant à Sly (1926), à Il campiello (1936) et à La dama boba (1939) de Wolf-Ferrari, Fra Gherardo de Pizzetti (1928), Il re de Giordano (1929), Le preziose ridicole de Lattuada (1929), et d'autres premières versions en italien de L'Heure espagnole de Ravel et du Conte du tsar Saltan de Rimski-Korsakov. Au Teatro dell'Opera di Roma, il prend part à la première de La farsa amorosa de Zandonai en 1933 et à Vigna de Guerrini en 1935.
Il part pour New York en 1940 pour débuter dans Les Noces de Figaro (Bartolo) au Metropolitan Opera, où il est présent en permanence jusqu'à son grand concert d'adieu en 1962, se dédiant surtout à un répertoire de basso buffo, dans des rôles de premier plan ou de soutien. L'on peut citer ainsi La serva padrona, Don Giovanni (Leporello), Le Barbier de Séville (Don Bartolo), Don Pasquale, L'elisir d'amore, La Fille du régiment, La forza del destino (Fra' Melitone), Gianni Schicchi, Manon Lescaut, La Bohème (Benoît/Alcindoro), Tosca (Sacrestano), Boris Goudounov (Varlaam). Outre ses apparitions au Metropolitan, il chante aussi fréquemment à Philadelphie à partir de 1951.
Ces rôles les plus fameux sont Leporello (chanté aussi à Covent Garden de Londres) et Don Pasquale. Grâce à ses qualités d'acteurs, il joue aussi dans des films, à la fin des années 1950 et au début des années 1960.

## Discographie
- Mozart
  - Don Giovanni - Brownlee (en), Baccaloni, Souez, von Pataky, Franklin, Helletsgruber, dir. Busch - 1936 EMI
  - Le nozze di Figaro - Pinza, Sayao, Steber, Brownlee, Novotna, Baccaloni, dir. Walter - Live Met 1944 - Arkadia/Cantus Classic
  - Don Giovanni - Pinza, Baccaloni, Kirk, Steber, Kullman, Sayao, dir. Szell - Live Met 1944 - Archipel/Walhall
  - Don Giovanni - Silveri, Baccaloni, Resnik, Welitsch, Conley, Moscona, dir. Reiner - Live Met 1951 - Walhall
- Rossini
  - Le Barbier de Séville - Stracciari, Capsir, Borgioli, Baccaloni, Bettoni, dir. Molajoli - HMV 1929
  - Le Barbier de Séville - Thomas, Landi, Tuminia, Baccaloni, Pinza, dir. Papi - Live Met 1941 - Gulld
  - Le Barbier de Séville - Brownlee, Sayao, Martini, Baccaloni, Pinza, dir. St. Leger - Live Met 1943 - Phonographe
  - Le Barbier de Séville - Valdengo, Di Stefano, Pons, Baccaloni, Hines; dir. Erede - Live Met 1950 - Cetra/OASI/Gala
- Donizetti
  - Lucia di Lammermoor - Capsir, De Muro Lomanto, Molinari, Baccaloni; dir. Molajoli - Columbia 1929
  - La Fille du régiment - Pons, Jobin, Baccaloni, Petina, dir. Papi - Live Met 1940 - Arkadia/Naxos/Bongiovanni
  - Don Pasquale - Baccaloni, Sayao, Martini, Valentino, dir. Papi - Live Met 1940 - Walhall/Naxos
  - L'elisir d'amore - Sayao, Landi, Baccaloni, Valentino, dir. Panizza - live Met 1942 Bensar
  - Don Pasquale - Baccaloni, Sayao, Martini, Brownlee, dir. Busch - Live Met 1946 - GOP/Walhall
  - L'elisir d'amore - Sayao, Tagliavini, Baccaloni, Valdengo, dir. Antonicelli - Live Met 1949 - Melodram/GOP/Naxos
- Verdi
  - Rigoletto - Piazza, Pagliughi, Folgar, Baccaloni, dir. Sabajno - HMV 1927
  - Aida - Arangi Lombardi, Lindi, Capuana, Borgioli, Pasero, Baccaloni, dir. Molajoli - Columbia 1930
  - Falstaff (Pistola) - Rimini, Tassinari, Ghirardini, D'Alessio, Baccaloni, dir. Molajoli - Columbia 1932

- Puccini
  - Madama Butterfly (Bonzo) - Pampanini, Granda, Velasquez, Vanelli, Baccaloni, dir. Molajoli - Columbia 1929
  - Tosca (Angelotti) - Scacciati, Granda, Molinari, Baccaloni, dir. Molajoli - Columbia 1929
  - La Bohème - Albanese, Peerce, Valentino, Mc Knight, Moscona, Baccaloni, dir. Toscanini - Live Carnegie Hall 1946 - RCA
  - La Bohème - Sayao, Bjorling, Valentino, Moscona, Benzell, Baccaloni, dir. Antonicelli - Live Met 1948 - Myto
  - Manon Lescaut - Kirsten, Bjorling, Valdengo, Baccaloni, dir. Antonicelli - Live Met 1949 - Myto/Naxos
  - Gianni Schicchi - Baccaloni, Peters, Hayward, Harvuot, Pechner, dir. Erede - Live Met 1952 - Lyric Distribution
  - Tosca (Sagrestano) - Stella, Tucker, Warren, Baccaloni, dir. Mitropoulos - Live Met 1958 - Walhall

- Moussorgski
  - Boris Godounov - Pinza, Tokatyan, Moscona, Thorborg, Warren, dir. Szell - Live Met 1943 - Lyric Distribution

Airs d'opéra
- Série Lebendige Vergangenheit - Airs d'opéra - Disque 33 tours et CD Preiser [n°89615]

## Filmographie
- 1946 : La viuda celosa de Fernando Cortés
- 1955 : The Desert Song - film tv
- 1956 : Pleine de vie (Full of Life) de Richard Quine
- 1958 : The Prince of Circus (Merry Andrew) de Michael Kidd
- 1958 : Trois Bébés sur les bras (Rock-a-Bye Baby) de Frank Tashlin
- 1961 : Fanny de Joshua Logan
- 1962 : Le Pigeon qui sauva Rome (The Pigeon That Took Rome) de Melville Shavelson